# Комбогард
Комбогард — баскетбольний гравець, який поєднує якості атакуючого захисника і розігруючого захисника, але необов'язково відповідає стандартам кожної з позицій. Зріст таких гравців, в основному, коливається в межах 188-193 см.

## Особливості
Ця позиція стала помітною в 1990-х, коли такі гравці як Аллен Айверсон і Анферні Хардуей змінювали позицію розігруючого на атакуючого захисника і навпаки, в залежності від ситуації в захисті і нападі. Комбогарди використовують вміння поводитися з м'ячем, для пересування його по майданчику і встановлення партнерів по команді на відповідні позиції, при цьому маючи можливість для кидка.
Найкращі комбогарди використовують свій зріст і атлетизм як перевагу: невеликі розігруючі захисники використовують швидкість і прудкість для проходження великих гравців, в той час як високі атакуючі захисники будуть кидати в стрибку повз невеликих гравців.
Історично так склалося, що пристосування комбогардів в схемах нападу є важким завданням для тренерів; однак, з плином часу комбогарди стали важливою частиною сучасного баскетболу, особливо в НБА. Двейн Вейд є атакуючим захисником, який виконуючи деякі обов'язки плеймейкера, привів команду Маямі Гіт до їх першого титулу Чемпіонства НБА, при цьому завоювавши нагороду Найціннішого гравця Фіналу НБА. В доповнення, зміни які проходять в цьому виді спорту від фундаментального до орієнтовного на здобуття очок стилю гри означає, що відсутність саме такого типу гравців в складі команди є серйозною втратою. Такі зміни частково пояснюються зміною правил в НБА, які відбулися в 2007 році, за якими руки гравця в захисті, які мали контакт з гравцем протилежної команди, що здійснював атаку, приводили до порушення правил і такому гравцю зараховували фол. Це дозволило багатьом невеликим, слабшим комбогравцям, використовуючи свою швидкість, грати проти більших, сильніших суперників. 
Насправді, багато невеликих гравців (1.88 см або і менше) зосереджені на розвитку вміння здобуття очок,  в той чай як раніше їм доводилося розвивати вміння притаманні розігруючому захиснику, щоб бути успішними в професійних баскетбольних лігах.
Комбогарди вирізняються на фоні "справжніх" (або "чистих") розігруючих захисників, таких як: Реджон Рондо, Дерон Вільямс, Стів Неш, Кріс Пол, Джейсон Кідд. Ці гравці ставлять на перший план вміння віддавати передачу, цінуючи паси і перехоплення більше за очки, ставлячи роль плеймейкера вище за роль здобуваючого очки. Вони притримуються ідеології, що розігруючий захисник керує нападом, передачами м'яча, створенням можливостей для набирання очок і самі виконують кидки лише тоді, коли знаходяться в вигідній позиції або коли їх партери по команді не в змозі отримати пас..
Деякі гравці, як, наприклад, Кріс Ван Дер Мір, Тайрік Еванс, Джеймс Харден, Кобі Браянт, Родні Стакі, мають необхідний зріст для позиції атакуючого захисника, але враховуючи їх вищі за середні вміння пасу і навички плеймейкера, їх часто використовують як комбогардів.
В Євролізі можна виділити такого комбогарда як Бо Маккалеба.